# HD 25803
HD 25803，又名BD-20 774，SAO 169095、HR 1267，是一颗恒星，视星等为6.13，位于銀經215.03，銀緯-45.53，其B1900.0坐标为赤經4h 0m 17s，赤緯-20° -45.53′ 17″。